# Minquartinsäure
Minquartinsäure ist eine ungesättigte, konjugierte und hydroxylierte Fettsäure. Sie trägt vier Dreifachbindungen und gehört zu den Polyinen und Alkinsäuren. Sie wurde erst 1989 entdeckt. Sie ist optisch aktiv, allerdings liegen zum Drehwert des natürlichen (S)-Isomers widersprüchliche Angaben vor. Laut einigen Quellen hat sie einen negativen Drehwert, das heißt sie ist linksdrehend. Anderswo wird ein positiver Drehwert angegeben.

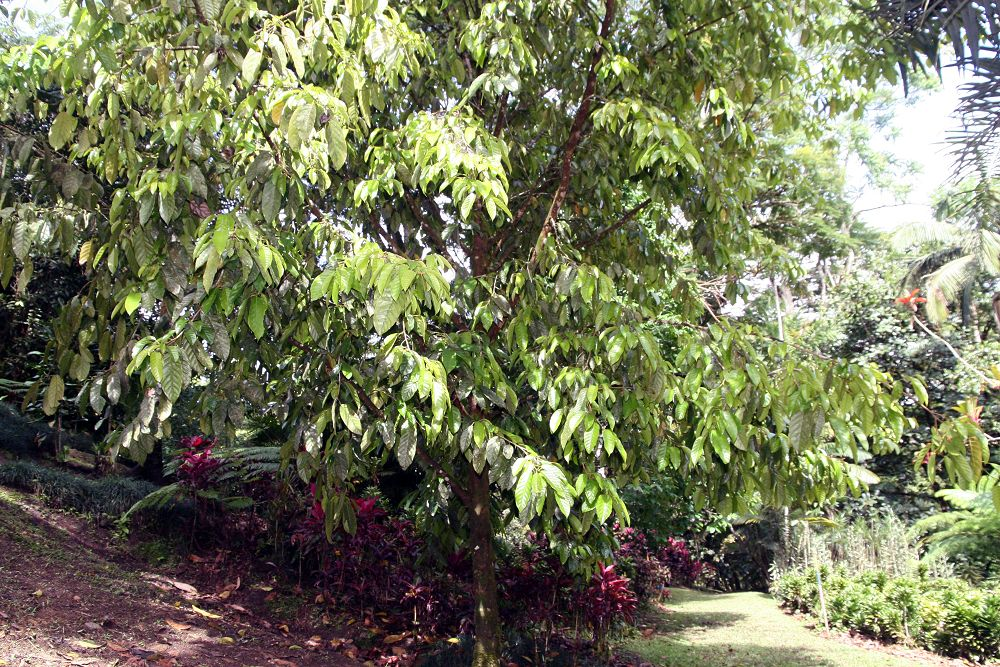
Minquartia guianensis

## Vorkommen
Sie kommt nur in geringen Mengen in Rinden oder Zweigen weniger Pflanzenarten vor, wie in Minquartia guianensis, Ochanostachys amentacea und Coula edulis, alle aus der Familie der Olacaceae.

## Eigenschaften
In in-vitro-Studien wirkte Minquartinsäure antiviral gegen HIV und cytotoxisch gegen zehn verschiedene Krebs-Zelllinien, unter anderem gegen Leukämiezellen. In anderen Studien hat es Wirkung gegen Malaria und Leishmania gezeigt.

## Synthese
Minquartinsäure kann ausgehend von Azelainsäuremonomethylester in einer siebenstufigen Synthese synthetisiert werden. Eine weitere Synthese der Verbindung wurde ebenfalls publiziert.